# Weret-hekau
Weret-hekau, auch Werethekau, Weret Hekau oder Urt-hekau, ist eine altägyptische Göttin in der ägyptischen Mythologie. Ihr Name bedeutet „Die an Zauber Große“, „Große Zauberin“ oder „Die Zauberreiche“.

## Bedeutung
Bereits in den Pyramidentexten ist der Name Weret-hekau mit der Uräusschlange und der Krone Unterägyptens verbunden. Als Kronengöttin, deren Eigenname somit der der Kronen und Diademe ist, erscheint Weret-hekau meistens auf Abbildungen der Thronbesteigung eines Königs. Sie führt den König zum Gott Amun und hält ihm dabei das Lebenszeichen (Anch) an die Nase. Der König wiederum bringt der Göttin Opfer dar. Durch die Gleichsetzung mit dem Sonnenauge und dem Uräus wurde sie zur Tochter des Sonnengottes. Weret-hekau ist außerdem als Beiname verschiedener Göttinnen bekannt. Vor allem Uto, aber auch die Kriegs- und Löwengöttin Sachmet sowie Renenutet, Mut und Hathor und Isis führen oft diesen Namen.

## Darstellung
In der Spätzeit taucht sie als selbständige Göttin auf, die, wie Sachmet, als Frau mit Löwenkopf dargestellt wird. Andere Abbildungen zeigen sie auch mit Schlangenkopf oder ganz in Schlangengestalt. Ein kleiner Schrein aus dem Grab (KV62) des Tutanchamun enthält ein Kultbild der Göttin. Hier ist sie als sich aufbäumende Schlange mit dem Kopf einer Frau abgebildet, die den König säugt.